# Alepidosceles filitarsis
Alepidosceles filitarsis är en biart som först beskrevs av Joseph Vachal 1904.  Alepidosceles filitarsis ingår i släktet Alepidosceles och familjen långtungebin. Inga underarter finns listade i Catalogue of Life.